# Neurossífilis
Neurossífilis refere-se à infecção do sistema nervoso central pela sífilis. Pode ocorrer a qualquer momento após a infecção, com ou sem sintomas. Pode resultar em meningite, sintomas de acidente vascular cerebral, paralisia geral ou tabes dorsalis. A meningite se manifesta com dor de cabeça, rigidez no pescoço e vômito. A paralisia geral pode causar mudanças de personalidade, delírios e tremores. A tabes dorsalis pode resultar em coordenação motora deficiente, dormência, problemas na bexiga e movimentos oculares anormais.
A causa da neurossífilis é a bactéria Treponema pallidum. Ela é mais comum em pessoas que também têm vírus da imunodeficiência humana (HIV). O diagnóstico envolve uma punção lombar para obter líquido cefalorraquidiano (LCR) para análise. Se o teste Laboratorial de Pesquisa de Doenças Venéreas (VDRL) no LCR for positivo, confirma-se o diagnóstico; entretanto, um teste negativo não o descarta. Às vezes, o teste de absorção de anticorpos treponêmicos fluorescentes (FTA-ABS) também é utilizado.
Uma forma específica de neurossífilis, conhecida como sífilis otológica, ou otossífilis, pode afetar o sistema auditivo. A perda auditiva associada à neurossífilis é geralmente do tipo sensorialneural, o que significa que afeta as estruturas do sistema nervoso responsáveis pela audição. Essa perda pode ser súbita ou gradual e, em alguns casos, pode ser irreversível se não tratada rapidamente. A neurossífilis pode causar outros sintomas além da perda auditiva, como zumbido (acufeno), tonturas e desequilíbrio, devido ao envolvimento das estruturas da orelha interna.
O tratamento da neurossífilis é geralmente feito com penicilina G, administrada em doses de 3 a 4 milhões de unidades por via intravenosa a cada quatro horas por 10 a 14 dias. A penicilina também pode ser aplicada uma vez ao dia por injeção intramuscular, em conjunto com probenecida via oral. Para aqueles alérgicos à penicilina, a ceftriaxona pode ser usada como alternativa. Quando tratada precocemente, o prognóstico costuma ser favorável.
A neurossífilis é rara, mas os casos têm aumentado. Nos Estados Unidos, cerca de 2% das pessoas com sífilis precoce apresentam neurossífilis. Em algumas regiões da África, até 2% da população geral pode ser afetada. Homens são mais comumente acometidos do que mulheres. Antes da disponibilidade de antibióticos, cerca de 30% das pessoas com sífilis desenvolviam neurossífilis.